# Стефані Прауд
Стефані Прауд (англ. Stephanie Proud, 25 серпня 1988) — британська плавчиня.
Учасниця Олімпійських Ігор 2012 року.
Переможниця літньої Універсіади 2009 року.